# Samurai: Way of the Warrior
Samurai: Way of the Warrior est un jeu vidéo d'action pour iOS. Il a été développé par Madfinger Games.

## Développement
Le jeu était le premier titre de Madfinger Games et est sorti en 2009. Les développeurs étaient à l'époque des employés de 2K Czech et y travaillaient pendant leur temps libre avant de fonder officiellement une entreprise en mai 2010.
Lorsque la société a été fondée, les développeurs ont décidé de publier une version mise à jour du jeu sous le nom de Samurai: Way of the Warrior HD.

## Intrigue
L'histoire est racontée à travers des cinématiques de bandes dessinées. Il s'agit d'un samouraï errant Daisuke Shimada alors qu'il a affaire au méchant Lord Hattoro et à ses sbires Kumo et Orochi. Avant de pouvoir les affronter, il doit vaincre leur armée.

## Gameplay
Le jeu propose un mode histoire et un mode Dojo. Le mode histoire se compose de 7 chapitres où le joueur combat plusieurs ennemis d'un type différent. Pour les combattre, il peut utiliser 12 combos différents. Le mode Dojo est en revanche un mode de survie où le joueur doit survivre le plus longtemps possible,.

## Accueil
La plupart des critiques étaient positives. Il a été loué pour son visuel, ses contrôles et son gameplay. Certains critiques, en revanche, ont reproché la répétitivité et la brièveté du jeu. Le jeu a également remporté quelques prix. Il a notamment été élu par Apple comme l'un des meilleurs jeux de 2009 ; Best App Ever Awards 2009 - Best Game Graphics Honorable Mention Award de 148Apps ; et numéro 16 dans le Top 100 iPhone Games of All Time d'AppAdvice,.

## Suite
La suite Samurai II: Vengeance est sortie en 2010. Le jeu comprenait une nouvelle histoire de Daisuke et de nouveaux éléments tels qu'un environnement interactif.